# Rhagodes anthracinus
Rhagodes anthracinus es una especie de arácnido  del orden Solifugae de la familia Rhagodidae.

## Distribución geográfica
Se encuentra en Somalia.